# Anneliese Kohleiss
Anneliese Kohleiss, auch Annelies Kohleiss, geboren als Anneliese Bergmann (* 12. November 1919 in Kaiserslautern; † 6. Juni 1995 in Rheinfelden (Baden)) war eine deutsche Frauenrechtlerin und Juristin.

## Leben
Anneliese Bergmann wurde als Pfarrerstochter in Kaiserslautern geboren. Ihr Volkswirtschaftsstudium an der Universität München schloss sie 1942 mit dem Diplom ab, es folgte 1943 die Promotion zur Dr. rer. pol. bei Fritz Terhalle an der Universität München. Nach dem Jurastudium legte sie 1949 das zweite juristische Staatsexamen in Heidelberg ab.

Sie heiratete 1950 in Heidelberg Wolfgang Kohleiss (1908–1966), den Präsidenten des Landesjustizprüfungsamts Baden-Württemberg.
Ihre juristische Laufbahn 1951 begann sie als Gerichtsassessorin am Landesversicherungsamt in Stuttgart. Dem Deutschen Akademikerinnenbund (DAB) trat sie 1967 bei.

Als Sozialrechtsexpertin engagierte sich Anneliese Kohleiss in vielen Gremien nachdrücklich für die eigenständige soziale Sicherung der Frauen im Rentenrecht und gegen die Benachteiligung von Frauen bei den Hinterbliebenenrenten und beim Scheidungsrecht. Ihr erstes Fachbuch mit dem Titel „Ist das sozial?“ veröffentlichte sie im Jahr 1967.

Drei Jahre später wurde sie im Jahr 1970 zur Senatspräsidentin am Landessozialgericht Baden-Württemberg ernannt, wo sie Vorsitzende eines Rentenversicherungssenats war. Von 1977 bis 1979 war sie in der „Staatlichen Sachverständigenkommission zur Neuordnung der sozialen Sicherung der Frau und der Hinterbliebenen“ vertreten.
Seit 1973 war Kohleiss Mitglied des Deutschen Juristinnenbundes e. V. (DJB). Im Jahr 1977 wurde sie in dessen Bundesvorstand gewählt. Auch dem Vorstand des Landesfrauenrates Baden-Württemberg gehörte sie von 1974 bis 1977 an.
1978 übernahm sie den Vorsitz in der Rentenkommission des DJB. Von 1981 bis 1983 füllte sie die Funktion der Ersten Vorsitzenden des Deutschen Juristinnenbundes aus.
Im Jahr 1983 veröffentlichte Kohleiss ihr zweites Fachbuch mit dem Titel „Sie heiratet ja doch. Ehe und soziale Sicherheit der Frau gestern – heute und morgen“.
1984 ging Annliese Kohleiss in den Ruhestand, blieb jedoch weiter ehrenamtlich und als Gutachterin aktiv. Für den Deutschen Frauenrat, dessen Vorstand sie von 1983 bis 1990 angehörte, arbeitete sie ehrenamtlich als Expertin für rentenrechtliche Fragen. Von 1985 an bis zu ihrem Tod war sie außerdem stellvertretende Vorsitzende der evangelischen Heimstiftung e. V., deren Mitglied sie bereits seit 1976 war.

Anneliese Kohleiss starb im Alter von 75 Jahren in Rheinfelden.

## Ehrungen
- 1994 Verleihung der Verdienstmedaille des Landes Baden-Württemberg[5]

## Werke
- Anneliese Kohleiss, 1967 „Ist das sozial?“
- Anneliese Kohleiss, 1983 „Sie heiratet ja doch. Ehe und soziale Sicherheit der Frau gestern – heute und morgen“
- Rede von Anneliese Kohleiss, 1. Vorsitzende des Deutschen Juristinnenbundes, zur Eröffnungsveranstaltung der 25. Arbeitstagung 1983, DJB-Publikation ai-Sonderausgabe 2003
- Aufsatz in „Frauenrat: Informationen für die Frau“, Berlin: Agit-Dr , 1993 Heft 2
- Aufsatz „Frauen in und vor der Justiz: Aus historischer Sicht“ bei der Tagung ‚Frauen in und vor der Justiz‘, Bad Boll, 1987
- Aufsatz in „Frauenrat: Informationen für die Frau“, Berlin: Agit-Dr., 1983 Heft 10
- Aufsatz Anneliese Kohleiss et al., „Zur sozialen Sicherung der Frau. Berichte und Stellungnahmen zum Gutachten einer Sachverständigenkommission“ in Zeitschrift für die gesamte Staatswissenschaft, Bd. 136, H. 4 (1980), (S. 686–742)